# Governo provvisorio generale di Lugano
Il governo provvisorio di Lugano, nella storia del Ticino, indica l'istituzione che governò il luganese tra il 21 marzo e il 18 luglio 1798, nel periodo compreso tra la liberazione dai baliaggi italiani e l'insediamento degli organi di governo del Cantone di Lugano.
Il governo provvisorio, costituito da membri dell'alta società e del clero locale, era di stampo filofrancese e repubblicano.
Venne eletto dai cittadini del Lugano e delle pievi di Lugano, Agno, Riva San Vitale e Capriasca tra il 19 e il 20 marzo. Nella prima seduta venne eletto, quale suo primo presidente Antonio Maghetti, deputato eletto dal borgo di Lugano.

## Elezione del Governo
A partire dal 14 marzo 1798, il Consiglio provvisorio di Lugano fece diramare una serie di comunicati con le disposizioni indispensabili per far svolgere le elezioni. Il governo dispose che le lezioni si sarebbero svolte il giorno 20, nel quale, i cittadini sarebbero stati chiamati ad esprimersi su due questioni: l'unione alla Repubblica Svizzera e l'elezione di un deputato elettore per ogni comune da inviare alle assemblee delle rispettive pievi per l'elezione del governo provvisorio generale.

Per quanto concerne la formazione ed il numero dei membri del nuovo governo era necessario far riferimento alle modalità in uso per l'elezione dei consigli di pieve e di comunità al tempo del baliagio. Vennero così eletti 21 membri, così suddivisi: 4 per il Borgo, 5 per la Pieve di Lugano, 6 per Agno, 3 Riva San Vitale e 3 per Capriasca.

Fu coì che il 21 marzo 1798, il Governo provvisorio tenne la sua prima seduta, nella sala del Palazzo di Giustizia di Lugano. Il risultato delle votazioni dei giorni precedenti portano all'elezione dei seguenti deputati:
- Francesco Battaglini
- Bernardo Boschetti
- Domenico Boschetti
- Giuseppe Francesco Fraschina
- Francesco Gaggini
- Vittore Galetti
- Pietro Grossi
- Pietro Lampugani
- Andrea Leoni
- Giuseppe Lepori
- Antonio Maghetti
- Giovanni Oldelli
- Carlo Palleari
- Giulio Pocobelli
- Carlo Rè
- Giovanni Battista Rossi
- Venanzio Rusconi
- Antonio Soldati
- Stanislao Somazzi
- Giuseppe Staffieri
- Luigi Viglezzi

Durante la prima seduta il neo governo nominò Angelo Stoppani quale segretario e prese la decisione di eleggere un presidente ogni dieci giorni tra i membri dello stesso governo. Il rappresentante del Borgo, Antonio Meghetti venne eletto quale primo presidente.

### Organizzazione

#### Presidente
Il governo provvisorio del 1798 aveva la forma di governo direttoriale, nella quale i 21 deputati fungevano da capo dello stato e del governo. All'interno del governo il presidente era un primus inter pares ed aveva il compito di presiedere le riunioni e rappresentare l'organo all'esterno. Esso veniva nominato per una durata di dieci giorni a rotazione tra i membri del governo con il subentro, alla carica presidenziale, del vicepresidente del turno precedente. 

Durante i circa quattro mesi di funzionamento, si successero alla guida del governo, dodici presidenti e altrettanti vicepresidenti:
- Antonio Maghetti dal 21 al 31 marzo
- Giuseppe Staffieri dal 1º al 11 aprile
- Stanislao Somazzi dal 12 al 21 aprile
- Domenico Boschetti dal 22 aprile al 1º maggio
- Carlo Paleari dal 2 al 10 maggio
- Giovanni Oldelli dall'11 al 20 maggio
- Vittore Galetti dal 21 al 30 maggio
- Carlo Rè dal 31 maggio al 10 giugno
- Francesco Battaglini dall'11 al 20 giugno
- Luigi Vigliezzi dal 21 al 30 giugno
- Giuseppe Francesco Fraschina dal 1º al 10 luglio
- Pietro Lampugnani dal 10 al 18 luglio

#### Comitati
Per il disbrigo delle materie di maggiore importanza il governo, nella seduta del 22 marzo, prese la decisione di costituire cinque comitati al suo interno. I comitati furono:
1. Comitato di Polizia, Corrispondenza interna ed esterna

membri: L. Vigliezzi, G.B. Rossi, S. Somazzi, A. Maghetti, C. Palleari, B. Boschetti e F. Gaggini
1. Comitato di Finanza generale, conti, mandati e simili

membri: G. Leone, P. Grossi, D. Boschetti, G.F. Fraschina, F. Battaglino
1. Comitato di guerra

membri: G. Staffieri, G. Pocobelli, A. Soldati
1. Comitato di Vittovaglia, viveri e sussistenza

membri: G. Oldelli, V. Galetti, P. Lampugnani
1. Comitato d'Instruzione pubblica, cause, Luoghi pii, Religione e Sanità

membri: G. Lepori, C. Rè, V. Rusconi